# Effet de seuil
 (avril 2014).
Si vous disposez d'ouvrages ou d'articles de référence ou si vous connaissez des sites web de qualité traitant du thème abordé ici, merci de compléter l'article en donnant les références utiles à sa vérifiabilité et en les liant à la section « Notes et références ».
D'une manière générale, un seuil est la limite d'un domaine où peut s'appliquer un certain nombre de calculs. Lorsque cette limite est une valeur normative, légale ou réglementaire, on désigne comme effet de seuil les phénomènes qui apparaissent à proximité de cette valeur.
Dans les sciences de la nature, les seuils correspondent aux domaines de validité des méthodes de calcul. Les transitions sont progressives, et il n'y a pas d'effet de seuil. Les méthodes valides de part et d'autre doivent donner le même résultat à proximité de la limite.

## Seuils dans les sciences

### Physique et technologie
Dans de nombreux domaines de la physique et de la technologie, on construit la théorie d'un phénomène ou du fonctionnement d'un appareil sur l'hypothèse de la linéarité des relations entre les grandeurs. C'est une approximation qui n'est valable que dans un domaine de fonctionnement. La limite où les approximations ne sont plus valables s'appelle couramment le seuil.
- Une diode est un dipôle électrique dont la caractéristique est exponentielle ; mais, dans de nombreuses applications, on considère que c'est un dipôle à seuil : le courant électrique ne passe pas si la tension est négative ou inférieure à une certaine tension. Une résistance ne présente pas ce genre de seuil, car le courant y est proportionnel à la tension, abstraction faite de l'effet de la température, mais on détermine une valeur limite de puissance dissipée, au delà duquel le risque de destruction est élevé.
- Le fluide de Bingham est un modèle rhéologique décrivant un fluide qui ne s'écoule que lorsque le cisaillement appliqué dépasse une certaine intensité (dite cohésion).
- La photographie argentique dépend d'un seuil d'action des photons : la surface sensible reste intacte tant que le niveau de lumière est inférieur à un certain niveau. On s'aperçoit, en photographiant en basse lumière, que la transition est progressive, et que la linéarité postulée pour calculer la sensibilité d'une pellicule n'est qu'une approximation valable dans les conditions habituelles d'éclairement[2].

D'une façon générale, un système peut avoir un état stable, dans lequel les relations entre les éléments ne sont pas altérées et les perturbations ont un effet prévisible et temporaire, l'ensemble des grandeurs revenant à des valeurs moyennes. Un système peut aussi avoir un seuil d'instabilité au delà duquel la probabilité qu'une perturbation minime provoque une évolution catastrophique est assez importante. L'évolution des grandeurs caractéristiques connaît alors une discontinuité, que la métaphore du seuil peut évoquer.

### Psychologie expérimentale
En psychologie expérimentale ou psychophysique,
- le seuil de détection d'un stimulus par les sujets est le niveau minimal d'une grandeur physique, ayant déclenché avec une certaine probabilité une réaction.
- le seuil de discrimination ou seuil différentiel est le niveau des variations minimales d'une grandeur physique, ayant déclenché avec une certaine probabilité une réaction[4].

Plusieurs sujets observent un grand nombre de fois deux surfaces et doivent indiquer si leur luminosité est identique ou différente.
Chaque évaluation peut avoir quatre issues :
1. Les stimulus sont identiques et les sujets affirment qu'ils sont identiques ;
2. Les stimulus sont identiques et les sujets affirment qu'ils sont différents ;
3. Les stimulus sont différents et les sujets affirment qu'ils sont identiques ;
4. Les stimulus sont différents et les sujets affirment qu'ils sont différents.

On remonte de ce résultat à une probabilité de détection pour chaque différence de luminosité par le théorème de Bayes.
La valeur de la différence de luminosité pour laquelle la probabilité de détection atteint une valeur significative (en général, 50%), est le seuil de discrimination des luminosités.
Les seuils de détection et de discrimination permettent de relier rigoureusement une perception à une mesure physique. Comme les effets de seuil en physique, ce sont des approximations commodes de phénomènes plus complexes.

### Biologie
- En écotoxicologie, un seuil est la limite d'apparition d'un effet d'une substance sur un organisme ou écosystème. L'effet de seuil désigne les phénomènes qui apparaissent à proximité de cette valeur. Certains polluants comme les perturbateurs endocriniens, n'ont pas ce seuil[réf. souhaitée].

- Le syndrome d'irradiation aiguë n'apparaît chez les irradiés qu'à partir d'une dose de 0,5 Gy ; par contre la surmortalité par cancer à la suite d'une irradiation croît continûment avec l'équivalent de dose efficace[réf. souhaitée].

- En écologie, les seuils d'instabilité des systèmes naturels sont parfois appelés « discontinuités et seuils écologiques[6] »

## Seuils conventionnels
Les seuils conventionnels sont des valeurs qui déterminent une différence de traitement. Ils peuvent déterminer des effets de seuil — mais ne le font que dans certaines conditions.

### Seuils réglementaires
- La toxicologie détermine la probabilité d'une affection au contact d'une substance, selon la quantité absorbée. Les règlements sanitaires prévoient des seuils d'exposition tolérables calculés à partir de ces probabilités.
- Il en va de même pour les expositions au bruit et aux nuisances sonores.
- Le développement d'une épidémie suit une dynamique non-linéaire : plus les personnes infectées sont nombreuses, et plus le nombre des personnes susceptibles d'être contaminées augmente. Les règlements prévoient des seuils de déclenchement d'alerte, puis de mesures de contrôle de l'épidémie.
- Les seuils d'un impôt progressif ne causent pas en général d'effet de seuil parce que leur effet est calculé pour ne donner lieu à aucune discontinuité.
- Les systèmes d'évaluation scolaire où le progrès de l'élève se résume en un choix binaire passe ou pas constituent ainsi une série de seuils.
- Les méthodes d'évaluation de la qualité des produits et des services commerciaux qui donnent accès, ou non, à un label constituent un seuil qui pourrait avoir des conséquences inattendues. Des produits non certifiés peuvent être de meilleure qualité que des produits certifiés. Si le prix de la certification est élevé, cette anomalie risque de se répandre, au point de nuire à la crédibilité du label.
- La majorité sexuelle et la majorité pénale entraînent un seuil dans le traitement judiciaire des comportements et des infractions. L'effet de seuil désigne les modifications de comportement qui tiennent compte de cette différence de traitement[7].

### Seuils sociaux
Dans beaucoup de pays, des minima sociaux définissent des valeurs-seuils à partir desquels les droits des personnes changent. L'application de bon nombre de lois et règlements sont assorties également de conditions qui font que leur validité ou leurs effets ne sont légitimes que pour un certain périmètre défini par des seuils exprimés sous forme de «valeurs-planchers» ou «valeurs-plafonds». La question de l'impact potentiellement néfaste induit par les réglementations est régulièrement analysée par des études économiques.
Selon Gérard Lang et Claude Thélot, « les effets, au demeurant assez limités, sont sans doute dus aux obligations financières et sociales auxquelles sont soumis les entreprises ou établissements qui franchissent les seuils de dix ou cinquante salariés . Peut-on chiffrer leurs conséquences en termes d'effectifs ? Répondre à cette question est très difficile. Un ajustement statistique, qui majore sans doute le gain net, conduit à une évaluation comprise entre 15.000 et 50.000 emplois ».
Selon N. Ceci-Renaud et Paul-Antoine Chevalier, « L'accumulation de réglementations additionnelles au franchissement de certains seuils portant sur l'effectif salarié est souvent citée comme un frein important à la croissance des petites entreprises qui pourrait expliquer la particularité française (Selon l'OCDE en 2009, forte proportion de petites entreprises et plus faible proportion d'entreprises moyennes). La modélisation des données fiscales (…) montre que cet effet est statistiquement significatif, mais de faible ampleur. En l'absence de discontinuités administratives, la proportion d'entreprises entre 0 et 9 salariés diminuerait de 0,4 point, tandis que la proportion d'entreprises entre 10 et 19 salariés, ainsi que celle entre 20 et 250 salariés augmenteraient de 0,2 point ».

### Politique
Dans l'Union européenne, l'accès aux fonctions représentatives est généralement soumis à un seuil de suffrages recueillis. Ce mode de représentation engendre des effets de seuil, qui font, comme ceux trouvés en matière économique, l'objet d'études[réf. souhaitée].